# Salvador Gil Vernet
Salvador Gil Vernet (Vandellós, 10 de agosto de 1892-Barcelona, 24 de octubre de 1987), médico e investigador español. 

## Biografía
Desarrolló una prolongada labor de investigación en el campo de la urología, por la que fue propuesto en diversas ocasiones para el Premio Nobel de Medicina.[cita requerida]
Se licenció en Medicina en la Universidad de Barcelona en 1915 y en 1919 consigue el grado de doctor (tesis: Contribución al estudio de la anestesia local). En 1919 fue nombrado profesor auxiliar de la cátedra de Anatomía de la Facultad de Medicina. En 1926 ganó la cátedra de Anatomía de la Universidad de Salamanca, pero dos años más tarde se trasladó a Barcelona para ocuparse de la cátedra de la Anatomía en el Hospital Clínico.
En  1928 toma posesión de la Cátedra de Anatomía de la Universidad de Barcelona y se le concede  la enseñanza especial de "Enfermedades de las Vías Urinarias y su Clínica" en la Clínica de Urología del Hospital Clínico y Provincial que empieza a funcionar ese mismo año.
Fue uno de los catedráticos de universidades que fueron cesados y depurados por el Decreto firmado por Manuel Azaña, de 18 de agosto de 1936.
Impulsor y primer creador de la Escuela Profesional de Urología en Barcelona, que es reconocida oficialmente en 1954.
Su hijo, José María, continuador de la trayectoria paterna, operó al que fuese presidente de la Generalidad de Cataluña, Josep Tarradellas, y al rey Juan Carlos I de España.

## Distinciones
- En 1948 es elegido académico electo de la Real Academia de Medicina y Cirugía de Barcelona
- En 1965 recibió el Premio Nacional de Cirugía “Pedro Virgili” y el Premio “Antoine Portal” de la Academia Nacional de Medicina de Francia
- Presidió desde  1967 a 1973 la Sociedad Internacional de Urología.[3]
- En 1967 fue nombrado Presidente Honorario de la Asociación Española de Urología.
- Académico de honor de la Real Academia Nacional de Medicina en 1977.
- Doctor honoris causa por la Universidad de Toulouse.
- Miembro de Honor de la Sociedades de Urología de Francia, Italia, Grecia, México y Colombia. Fue profesor invitado de las Universidades de Chicago, Columbia, Autónoma de México, Buenos Aires, Bogotá, Toulouse, Tokio, Ámsterdam, Johannesburgo y Múnich.
- En 1986 recibió el Premio Narcís Monturiol otorgado por la Generalidad de Cataluña.